# Blue Skin
Blue Skin è un film documentario del 2004 diretto da Oliver Ruts e Andrea Schuler.
La pellicola intraprende un viaggio sull'evoluzione del mondo dei tatuaggi nel corso del XX secolo attraverso la storia dell'amicizia tra Herbert Hoffmann, uno dei tatuatori più anziani del mondo, Karlmann Richter, figlio di una delle famiglie più ricche della Germania del nord, e Albert Cornelissen, marinaio, accomunati dalla loro passione per i tatuaggi fin da quando veniva ancora considerato un "tabù" della società.

## Colonna sonora
Composta dal gruppo-orchestra svizzero The Dead Brothers, unisce e fonde ironicamente tipiche sonorità da orchestra folk e jazz anni trenta, con particolari riferimenti al Jazz manouche ed alle chitarre di Django Reinhardt, con la polka, il bluegrass e musiche tradizionali di diversi paesi, in particolare le marce funebri macedoni.

### Album
I brani originali della colonna sonora sono stati pubblicati nell'album Flammend' Herz, prodotto dalla Voodoo rhythm Schweiz nel 2004.

#### Tracce
Nella versione in vinile la traccia 4 del disco 1 compare come "Geitzug", la traccia 7 del disco 2 come "Volř Mon Trasneau".
Disco 1
1. Time Has Gone
2. Things You Hide
3. Am I To Be The One
4. Geistzug
5. Swing 48 Radio
6. Roadworker Blues
7. Hund Und Wölfe
8. Good Time Religion
9. Tattoo Java

Disco 2
1. Never Sang The Blues
2. Nunca Le Cantado El Blues
3. Der Wald
4. The Mole
5. Tod Von Basel
6. The Wind I De Wide
7. Volé Mon Traineau
8. Mai Lo Cantado Il Blues
9. Lulu's Back In Town
10. Tattoo Java

## Riconoscimenti
- Berlin Film Festival 2004: "DIALOGUE en Perspective"